# Związek taktyczny
Związek taktyczny (do 1945 używano także określenia wielka jednostka) – jednostka organizacyjna wojska przeznaczona do prowadzenia wspólnych działań bojowych. Związki taktyczne występują zazwyczaj we wszystkich rodzajach sił zbrojnych. 
Wyróżnia się wśród nich:
- brygady – niższe związki taktyczne składające się z batalionów (dywizjonów) lub pułków;
- dywizje – podstawowe związki taktyczne składające się z pułków lub brygad;

W skład każdego związku taktycznego wchodzi zazwyczaj kilka jednostek rodzajów wojsk: w brygadzie – pododdziały (np. bataliony, dywizjony), w dywizji – oddziały (pułki).
Wielka jednostka – większy związek taktyczny, przeznaczony do wykonywania samodzielnych zadań taktycznych, operacyjnych lub strategicznych. Wielka jednostka składała się z różnych rodzajów broni i wyposażona była we wszystkie środki niezbędne do samodzielnego prowadzenia walki. Wielkimi jednostkami były dywizje, grupy, korpusy i armie.
Związek taktyczny marynarki wojennej (flotylla, brygada okrętów) – jednostka organizacyjna sił morskich przeznaczona do wykonywania zadań taktycznych.